# محوطه کپنک سفید
محوطه کپنک سفید مربوط به عصر مس و سنگ - عصر مفرغ است و در شهرستان دالاهو، بخش مرکزی، دهستان حومه، ۱/۲ کیلومتری شمال غرب روستای سرچقا واقع شده و این اثر در تاریخ ۲۷ اسفند ۱۳۸۶ با شمارهٔ ثبت ۲۲۳۲۳ به‌عنوان یکی از آثار ملی ایران به ثبت رسیده است.